# Smittina minuscula
Smittina minuscula är en mossdjursart som först beskrevs av Smitt 1868.  Smittina minuscula ingår i släktet Smittina och familjen Smittinidae. Inga underarter finns listade i Catalogue of Life.